# Omloop Het Nieuwsblad 2017
L'Omloop Het Nieuwsblad 2017 va ser la 72a edició de l'Omloop Het Nieuwsblad. Es disputà el 25 de febrer de 2017 sobre un recorregut de 198,3 km amb sortida i arribada a Gant. La cursa formava part per primera vegada de l'UCI World Tour, amb una categoria 1.UWT.
El vencedor final fou el belga Greg Van Avermaet (BMC Racing Team) que s'imposà a l'esprint als seus dos companys d'escapada. Segon fou Peter Sagan (Bora-Hansgrohe), actual campió del món en ruta, i tercer Sep Vanmarcke (Cannondale-Drapac Pro Cycling Team).

## Presentació

### Recorregut
Durant el recorregut els ciclistes han de superar tretze cotes :
| Núm. | Nom                     | Km d'etapa (km) | Ferm        | Llargada(m) | Mitjana de desnivell (%) | Màxim desnivell (%) | Distància al final (km) |
| ---- | ----------------------- | --------------- | ----------- | ----------- | ------------------------ | ------------------- | ----------------------- |
| 1    | Leberg                  | 54,4            | asfalt      | 950         | 4,2 %                    | 13,8 %              | 143,9                   |
| 2    | Berendries              | 58,5            | asfalt      | 940         | 7 %                      | 12,3 %              | 139,8                   |
| 3    | Tenbosse                | 63,4            | asfalt      | 450         | 6,9 %                    | 8,7 %               | 134,9                   |
| 4    | Eikenmolen              | 68,9            | asfalt      | 610         | 5,9 %                    | 12,5 %              | 129,4                   |
| 5    | Muur van Geraardsbergen | 80,7            | pavé        | 1.075       | 9,3 %                    | 19,8 %              | 117,6                   |
| 6    | Valkenberg              | 98,4            | asfalt      | 540         | 8,1 %                    | 12,8 %              | 99,9                    |
| 7    | Kaperij                 | 117             | asfalt      | 1.000       | 5,5 %                    | 9 %                 | 81,3                    |
| 8    | Kruisberg               | 128,9           | asfalt/pavé | 1.800       | 4,8 %                    | 9 %                 | 69,4                    |
| 9    | Taaienberg              | 138,6           | pavé        | 530         | 6,6 %                    | 15,8 %              | 59,7                    |
| 10   | Eikenberg               | 143,9           | pavé        | 1.200       | 5,2 %                    | 10 %                | 54,4                    |
| 11   | Wolvenberg              | 147,0           | asfalt      | 645         | 7,9 %                    | 17,3 %              | 51,3                    |
| 12   | Leberg                  | 157,4           | asfalt      | 950         | 4,2 %                    | 13,8 %              | 40,9                    |
| 13   | Molemberg               | 162,9           | pavé        | 463         | 7 %                      | 14,2 %              | 35,4                    |

A més d'aquestes 13 ascensions hi ha 10 sectors de pavé repartits entre 123,8 km, de les quals set, que totalitzen 10,5 km, es troben en els darrers 40 km:
| Sector | Nom                | Km    | Llargada (m) | Km a l'arribada |
| ------ | ------------------ | ----- | ------------ | --------------- |
| 1      | Haaghoek           | 51,4  | 2.000        | 146,9           |
| 2      | Haaghoek           | 107,2 | 2.000        | 91,1            |
| 3      | Donderij           | 133,6 | 800          | 64,7            |
| 4      | Ruitersstraat      | 147,1 | 800          | 51,2            |
| 5      | Karel Martelstraat | 148,4 | 1.300        | 49,9            |
| 6      | Holleweg           | 149,8 | 350          | 48,5            |
| 7      | Haaghoek           | 154,4 | 2.000        | 43,8            |
| 8      | Paddestraat        | 167,8 | 2.300        | 30,5            |
| 9      | Lippenhovestraat   | 170,5 | 1.300        | 27,8            |
| 10     | Lange Munte        | 177,5 | 2.500        | 20,8            |

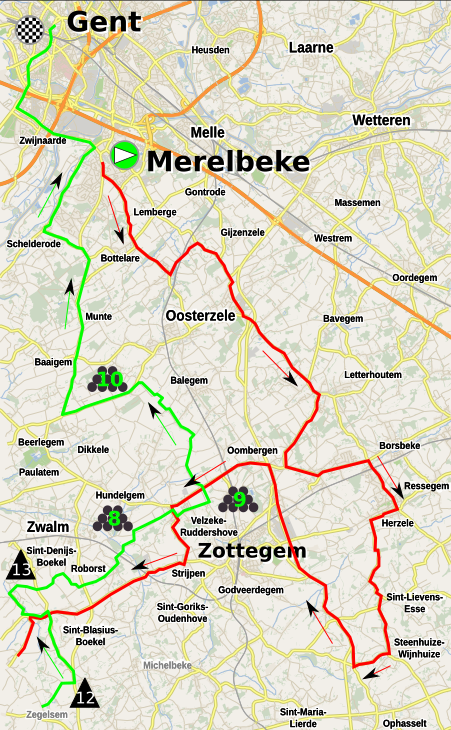
Part nord de la cursa :                      Inici del recorregut                     Final
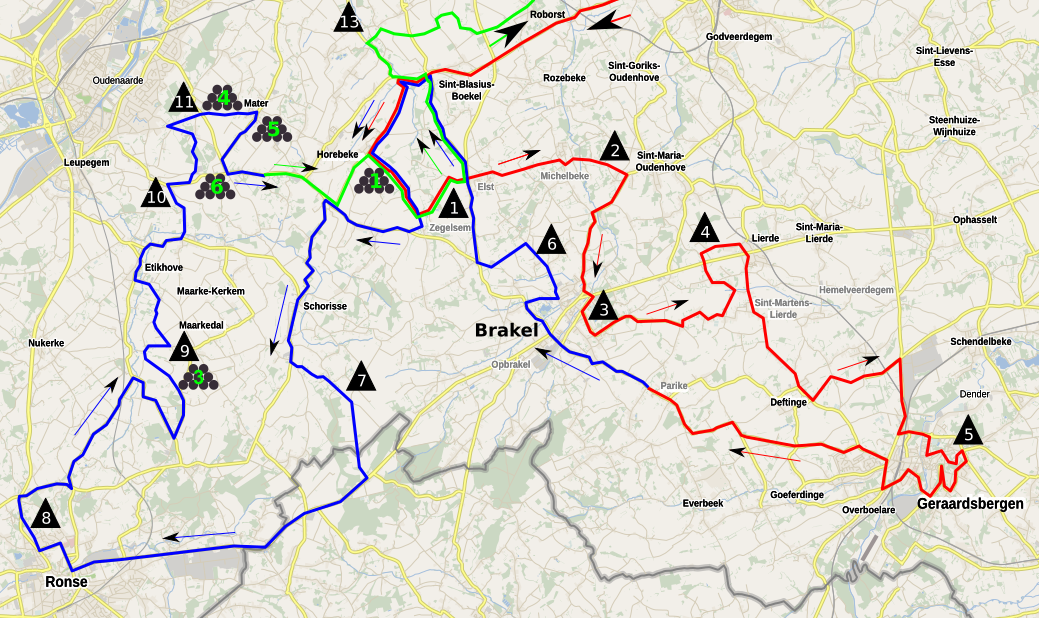
Part sud de la cursa :                      Inici del recorregut                     Part intermèdia del recorregut                     Final

### Equips
En ser una nova cursa de l'UCI World Tour, tots els UCI WorldTeams són convidats a prendre-hi part, però no obligats a fer-ho. El resultat fou la participació de quinze equips UCI WorldTeams, tots excepte el Dimension Data, Movistar Team i UAE Team Emirates, i deu equips continentals professionals, per totalitzar un gran grup amb 25 equips.
| WorldTeams (15)- AG2R La Mondiale - Astana - Bahrain-Merida - BMC Racing Team - Bora-Hansgrohe - Cannondale-Drapac - FDJ - Katusha-Alpecin - Lotto NL-Jumbo - Lotto-Soudal - Orica-Scott - Quick-Step Floors - Sky - Team Sunweb - Trek-Segafredo Equips continentals professionals (10)- Aqua Blue Sport - Cofidis, Solutions Crédits - Direct Énergie - Fortuneo-Vital Concept - Israel Cycling Academy - Roompot-Nederlandse Loterij - Sport Vlaanderen-Baloise - Verandas Willems-Crelan - Wanty-Groupe Gobert - WB-Veranclassic-Aqua Protect |
| |

## Classificació final
| \| Classificació general \| Classificació general \| Classificació general \| Classificació general \| Classificació general \| \| Corredor \| Corredor \| Equip \| Temps \| \| \| --------------------- \| --------------------- \| --------------------- \| --------------------- \| --------------------- \| \| 1r \| Greg Van Avermaet \| BMC Racing Team \| 4h 55' 06" \| \| \| 2n \| Peter Sagan \| Bora-Hansgrohe \| + 0" \| \| \| 3r \| Sep Vanmarcke \| Cannondale-Drapac \| + 0" \| \| \| 4t \| Fabio Felline \| Trek-Segafredo \| + 45" \| \| \| 5è \| Oscar Gatto \| Astana \| + 52" \| \| \| 6è \| Luke Rowe \| Team Sky \| + 52" \| \| \| 7è \| Oliver Naesen \| AG2R La Mondiale \| + 52" \| \| \| 8è \| Jasper Stuyven \| Trek-Segafredo \| + 52" \| \| \| 9è \| Matteo Trentin \| Quick-Step Floors \| + 56" \| \| \| 10è \| Adrien Petit \| Direct Énergie \| + 58" \| \| \| 11è \| Frederik Backaert \| Wanty-Groupe Gobert \| + 58" \| \| \| 12è \| Mike Teunissen \| Team Sunweb \| + 58" \| \| \| 13è \| Philippe Gilbert \| Quick-Step Floors \| + 58" \| \| \| 14è \| Zdeněk Štybar \| Quick-Step Floors \| + 58" \| \| \| 15è \| Jürgen Roelandts \| Lotto-Soudal \| + 1' 02" \| \| \| 16è \| Magnus Cort Nielsen \| Orica-Scott \| + 2' 41" \| \| \| 17è \| Marcus Burghardt \| Bora-Hansgrohe \| + 2' 41" \| \| \| 18è \| Timo Roosen \| LottoNL-Jumbo \| + 2' 44" \| \| \| 19è \| Matti Breschel \| Astana \| + 2' 44" \| \| \| 20è \| Arnaud Démare \| FDJ \| + 2' 44" \| \| |                     |                     |            |
| |                     |                     |            |
| Font: ProCyclingStats |                     |                     |            |
| Classificació general |                     |                     |            |
| Corredor | Corredor            | Equip               | Temps      |
| 1r | Greg Van Avermaet   | BMC Racing Team     | 4h 55' 06" |
| 2n | Peter Sagan         | Bora-Hansgrohe      | + 0"       |
| 3r | Sep Vanmarcke       | Cannondale-Drapac   | + 0"       |
| 4t | Fabio Felline       | Trek-Segafredo      | + 45"      |
| 5è | Oscar Gatto         | Astana              | + 52"      |
| 6è | Luke Rowe           | Team Sky            | + 52"      |
| 7è | Oliver Naesen       | AG2R La Mondiale    | + 52"      |
| 8è | Jasper Stuyven      | Trek-Segafredo      | + 52"      |
| 9è | Matteo Trentin      | Quick-Step Floors   | + 56"      |
| 10è | Adrien Petit        | Direct Énergie      | + 58"      |
| 11è | Frederik Backaert   | Wanty-Groupe Gobert | + 58"      |
| 12è | Mike Teunissen      | Team Sunweb         | + 58"      |
| 13è | Philippe Gilbert    | Quick-Step Floors   | + 58"      |
| 14è | Zdeněk Štybar       | Quick-Step Floors   | + 58"      |
| 15è | Jürgen Roelandts    | Lotto-Soudal        | + 1' 02"   |
| 16è | Magnus Cort Nielsen | Orica-Scott         | + 2' 41"   |
| 17è | Marcus Burghardt    | Bora-Hansgrohe      | + 2' 41"   |
| 18è | Timo Roosen         | LottoNL-Jumbo       | + 2' 44"   |
| 19è | Matti Breschel      | Astana              | + 2' 44"   |
| 20è | Arnaud Démare       | FDJ                 | + 2' 44"   |